# The North Face
The North Face (Traduzido do inglês como A Face Norte) é uma empresa estadunidense de produtos para recreação ao ar livre com sede em Alameda, Califórnia. A The North Face produz roupas, calçados e equipamentos para atividades ao ar livre e acessórios.

## História
A The North Face começou em 1966 como uma loja de varejo de equipamento de escalada em São Francisco, fundada por Douglas Tompkins e sua esposa, Susie Tompkins. Foi adquirido dois anos depois por Kenneth "Hap" Klopp.
Em 2000, a The North Face foi adquirida pela VF Corporation por US$ 25,4 milhões, tornando-se uma subsidiária integral. Está sediada em Alameda, Califórnia, co-localizada com seu irmão corporativo, JanSport.

## Moda
Em 1997, os compradores de roupas da The North Face tinham se expandido além daqueles que procuravam roupas técnicas para esquiar, escalar e outras atividades ao ar livre para os rappers na cidade de Nova Iorque, mas permaneceram apenas uma pequena parte dos negócios da empresa. Os portadores do traje da The North Face fizeram com que os usuários da linha se tornassem alvos de roubo. Uma tendência semelhante ocorreu na Coreia do Sul no início de 2010, quando se tornou um símbolo de status, fazendo com que as crianças sofressem bullying ou roubassem seu vestuário da The North Face.
Em dezembro de 2008, a The North Face entrou com uma ação no Tribunal de Distrito dos Estados Unidos do Distrito Leste do Missouri contra The South Butt, seu criador James A. Winkelmann Jr., e uma empresa que lidava com marketing e fabricação da empresa. Na ação judicial, a The North Face alegou violação de marca registrada e pediu uma medida cautelar. Depois que o tribunal ordenou a mediação no caso, as partes chegaram a um acordo de acordo fechado em 1 de abril de 2010; no entanto, em outubro de 2012, Winkelmann admitiu no tribunal que ele e seu pai violaram o acordo com a The North Face e concordaram em pagar US$ 65.000, valor que será reduzido em US$ 1.000 para cada mês de cumprimento.

## Controvérsia
Em maio de 2019, a agência de publicidade da The North Face, a Leo Burnett Tailor Made, usou a Wikipédia para tentar promover seus produtos nos resultados de busca do Google como parte de uma campanha publicitária. Suas ações violaram o termo de uso da Wikipedia sobre a edição paga não divulgada.